# Domenico Bolognese
Domenico Bolognese (Napoli, 11 febbraio 1819 – Napoli, 2 gennaio 1881) è stato un poeta, drammaturgo e librettista italiano.

## Biografia
Da bambino sembrava inadatto allo studio, ma gli insegnamenti del sacerdote Giuseppe Lamanna suscitarono in lui l'interesse per la letteratura, che non abbandonò più.
Collaborò a diversi periodici e fu dal 1852 al 1866 poeta e concertatore nei teatri napoletani, per i quali scrisse numerosi libretti. Dal 1853 fu membro dell'Accademia Pontaniana.
La sua vita fu segnata da numerosi lutti familiari, che accentuarono la malinconia dei suoi versi.. Anche il fratello Gennaro Bolognese, morto in giovane età nel 1854, era drammaturgo: Domenico ne curò l'edizione di una collezione postuma di opere.

## Opere

### Poesia
- Il tributo dell'Europa, cantica (Napoli, 1837; scritta in occasione di un'epidemia di colera[1])
- Canti di Napoli, poesie in dialetto (Napoli, 1882)
- Canzonette in napoletano
  - Lo cocchiere d'affitto
  - Li capille de Carolina
  - Serenata

Queste e numerose poesie in dialetto furono molto note tra i concittadini.

### Teatro
- I pirati di Baratteria (Napoli, 1841; pubblicata nel 1844 in Teatro drammatico napoletano)
- Caino, tragedia (Napoli, 1859; prima rappresentazione col titolo Noema)
- Maria de' Medici, dramma storico (Napoli, 1863; pubblicato nel 1872)
- Michelangelo Buonarroti, dramma storico (Napoli 1866; pubblicato nel 1872)
- Utile e cuore, commedia (Napoli 1867, pubblicata nel 1875)
- Amore e giuoco, commedia (Napoli 1870; pubblicata nel 1876).

### Libretti d'opera
- Irene, opera seria in 3 atti di Vincenzo Maria Battista, Napoli, Teatro San Carlo, 26 dicembre 1847
- Il muratore di Napoli, melodramma semiserio con ballo in 3 atti di Mario Aspa, Napoli, Teatro Nuovo, 16 ottobre 1850
- Ermelinda (Esmeralda) (), opera semiseria in 3 atti di Vincenzo Maria Battista, Napoli, Teatro Nuovo, 15 febbraio 1851
- Elena di Tolosa (), opera semiseria in 3 atti di Errico Petrella, Napoli, Teatro del Fondo, 12 agosto 1852
- Guido Colmar, tragedia lirica in 3 atti di Nicola De Giosa, Napoli, Teatro San Carlo, 27 novembre 1852
- Mudarra (), opera seria in 3 atti di Vincenzo Maria Battista, Napoli, Teatro San Carlo, 19 dicembre 1852
- Statira, tragedia lirica in 3 atti di Saverio Mercadante, Napoli, Teatro San Carlo, 8 gennaio 1853
- Il corsaro della Guadalupa, opera seria in 3 atti di Vincenzo Maria Battista, Napoli, Teatro Nuovo, 16 ottobre 1853
- Marco Visconti (), melodramma tragico in 3 atti di Errico Petrella, Napoli, Teatro San Carlo, 9 febbraio 1854
- Ettore Fieramosca, tragedia lirica in 1 prologo e 3 atti di Nicola De Giosa, Napoli, Teatro san Carlo, 10 febbraio 1855
- Margherita Pusterla, opera seria in 2 atti di Giovanni Pacini, Napoli, Teatro san Carlo, 25 febbraio 1856
- Elnava o L'assedio di Leida (), melodramma tragico in 1 prologo e 3 atti di Errico Petrella, Milano, Teatro alla Scala, 4 marzo 1856
- Evelina, opera seria di Ernesto Viceconte, Napoli, Teatro San Carlo, 26 ottobre 1856
- Morosina ovvero L'ultimo de' Falieri (), opera tragica in 3 atti di Errico Petrella, Napoli, Teatro San Carlo, 6 gennaio 1860
- Il folletto di Gresy (), commedia lirica in 3 atti di Errico Petrella, Napoli, Teatro del Fondo, 28 agosto 1860
- Virginia, opera tragica in 3 atti di Errico Petrella, Napoli, Teatro San Carlo, 23 luglio 1861
- Luisa Strozzi, opera seria di Ernesto Viceconte, Napoli, Teatro San Carlo, 25 marzo 1862
- Caterina Blum (Caterina Bloom), opera seria di Enrico Bevignani, Napoli, Teatro San Carlo, 5 ottobre 1862
- Giovanna di Castiglia, opera in 4 atti di Vincenzo Maria Battista, Napoli, Teatro San Carlo, 26 aprile 1863
- Celinda (), melodramma tragico in 3 atti di Errico Petrella, Napoli, Teatro San Carlo, 11 marzo 1865

### Altro
- Saggio sullo spirito della letteratura (Napoli, 1840)
- Testo per Inno a Vittorio Emanuele II,  di Errico Petrella, Napoli, Teatro San Carlo, 7 novembre 1860
- Memorie di un artista ovvero Lettere di un solitarioad un amico in città, romanzo (Napoli, 1860)
- Favole (Napoli, 1870)